# 賀来の騒動
賀来の騒動（かくのそうどう）とは、享禄3年（1530年）に豊後国の大友氏の元で起こった騒動である。

## 概要
この時代、豊後大神姓の賀来本家の当主は賀来左衛門大夫であった。大友氏に仕え、その名の一字をもらっている。大友の家臣に三派があった。大友氏の一族を御紋衆と称し、大友氏とともに鎌倉より来た者の子孫を下り衆と唱え、その前より土着していた諸士を国衆と呼んでいた。
国衆と下り衆とは、氏姓の上下を巡ってたびたび合戦に及んでいた。享禄3年（1530年）春に不慮の出来事が発生した。下り衆の清田越後守鑑祐が国衆の本庄但馬守、中村左衛門佐などの国衆を攻め、本庄、中村は自刃した。清田七郎左衛門越後守弟も戦没した。
さらに翌日、越後守と清田遠江守は兵1500騎をもって賀来館の賀来左衛門大輔を攻撃した。賀来大輔は、松箇尾城（阿南郷大津留村）の主である大津留常陸介（常陸守）鑑康と、鳥箇鼻塞（同橋爪村）の主の橋爪左衛門大夫鑑種（橋爪丹波守治季）の援軍と共に清田勢を挟撃し、反撃したが、賀来は、清田勢の加奈田兵部の弓矢の傷がもとで死去し、大津留氏は豊前に逃れた。
大友義鑑はこの騒動を聞いたが、橋爪はお咎めがなく、大津留も後年、謝罪して本領を安堵された。これが「賀来の騒動」である。氏姓の争いともいわれている。

## 両豊記巻十 氏姓遺恨之事
江戸中期の1769年に中島魯直が著した戦記物語『両豊記』にこの騒動に関する記載がある。
享祿三年の春、不慮の騷動起りける。共故は、府内の城に当国他国の諸士、当番非番を組て、大番役所の會所あり。然るに、大友家譜代外様の侍、家老、番頭、旗頭、其外相勤を番帳に記した置ける所に、何者のしりけん、大友一族筋目の人々の、名字の上に一々墨を引たりけり。されば大友家譜代外様の士に、姓氏の數餘多あり当家中の沙汰に、大友先祖より肉身の筋目相続の一族を御紋の衆'を云。古昔より九州の四姓とて、丹部、漆嶋、宇佐、大神と云あり。其外、當国の諸士に藤原氏あり。清原氏あり。惣て他図の幕下を相交て、国衆と云ふ。先祖能直、當国下向の時、随身して来りし諸士の筋目を下り衆と云ふ。かくのごとく三段に分りて、互に姓氏の中、好みを募り、贔負を專らにしたりける。今度の悪事は、誰が所爲とは知れざれども、御紋衆の名字に墨ぬりし事は、国衆の中より妬しと思ふ族やしたりけんとささやき沙汰しけるが、次第に言募りて。此儘にて指置ものならば、国衆の驕心の儘にして、世の末如何有べきと、若輩の者共、各腹をすへ兼て、此事を上へ訴へ、遺恨を睛さんとののしりける。心有老人などは、中々国家の騷たるべしと制する族も多かりけれども、捨置べきに非すとて、屋形に言上いたしけり。義鑑も、此事いかがあらんと案じ煩て、程を歴し所に、爰に藤原氏にて、先祖は肥後国詫摩郡を領し居たりし、本荘、中村とて有けるが、二人共に代々大友家に屬し、無二の志にて、忠功をなしにけり、是に依て、近年は大友籏本に眤近して、大分の所領をけがし、籏頭として、諸侍に下知をなしにける。両人どもに府内市町といふ所に、屋敷を構へて居住せり。此附人、元来他国者なれば、御紋衆よりそねみけるが、先、首途せんとて、御紋衆の内、清田越後守と云若者、手勢二百騎計にて、本荘但馬守、中村左衛門佐が宿所へ押寄て、鬨を作て攻め入りける。本荘、中村が家人ども、思ひがけなき事なれば、周章斜ならず。去れども、五十餘人駈出てヽ散七に撃合たり。寄手大勢なりければ、取籠もられて残りすくなくなりにけり。然れども、寄手の大将清田が弟、七郎左衛門をば、本荘が手に討取ぬ。本荘、中村、心は猛く思へども、力及ばす腹掻切て失にけり。清田は営時の本望達し、首途よしと悦で、在所を指て引入けり。翌朝、叉若年の者起り合て、千五百餘の勢を引卒し、賀来と云所に、賀来左衛門太輔と云る大身の國衆ありけるを、討果すべしと押寄る。大津留常、陸介鑒康、橋爪丹波守治季は、内々姓氏の諍ひ心元なく思ひしが、本荘、中村討れけると聞て、賀来も同じく大神氏なれば、互に見續べしと約諾し、家の子郎等ども召集、兼ねて用意せし所に、賀末方より飛脚を以て急を告けるは、今日。清田越後守、同遠江守、是等を棟梁として、営所へ押寄べきよし相聞へ候。急ぎ御加勢賴存すると、橋爪が方へ云遺ける。橋爪は心得たりと急ぎ大津留方へも、此よしを告よと云捨て、物の具してぞ打出ける。森の木と云所に馳出て見れば、早、清田が勢と見へて、賀来が宿所へ押寄て、鬨を作り、喚叶んで攻戦。清田大勢なりければ、賀来も危く見へける所に、橋爪丹波守、其勢三百餘騎諸鎧を合せ、駈来る清田が勢、是に駈立られて、風に木の葉の散るごとく、河原をさして颯と引く。橋爪が軍兵ども荒手なれば、引立たる清田が勢を追詰攻詰討取ける。清田が勢は多勢なれば、所こそ廣野なれ。取て返し一合戦する程ならば、賀来、橋爪も危かるべきに、一陣破れて残党全からず。我先にとぞ落行ける。折節、川水増りて。岩波高き所を、周章騷で渡さんとしける程に、水に溺れて死する者數しらず。橋爪は敵三十二人討取、猶も逃る勢を追かけたり、清田が勢とも。這々川を越えて、小野津留村へ引退く。賀米の者ども、川の案内は知たり、猶も続て渡さんとする所に、清田が侍に加南田兵部といふ大力の精兵、三人張に矢をはげて、差詰引詰散々に射る。矢数五百餘、矢箱に入て持せしが、矢継早の張弓にて、賀米、橋爪が軍兵散々に射立られ、川を渡すに及ばす引返しける。賀来は橋爪が後詰によって、不慮の難をのがれ、勝鬨を執行、我館に引入ける。痛手を負ければ翌日終に死にけり。橋爪は直に花立と云所に打揚り、家人どもに申けるは、今度の働、言語に逹がたし。迚も君命にてかかる手柄するならば、厚恩にも預るべき物を、よしなき遺恨ゆへ、かく闘諍に及びける事の本意なさよと、感涙して居ける所に、大津留常陸介鑑康、二百五十騎にて馳来り、扨いかに橋爪殿、吾等も御供申べきに、其許よりの到来延引故、やうやく只今駈付候。賀来の首尾はいかにと尋ける。橋爪、合戦の次第委く語りければ、大津留肝をけし、比類なき手柄哉と殊の外にぞ感じける。去ながら屋形の機嫌、以の外にて、終に勘気の身となり、大津留は豊前に浪人す。橋爪は伊予に抑わたり、世のあり樣を聞居たり。大津留は一戦にも逢ざるよしにて、頓て歸參を赦されけり、かくて豊府の騒動其かくれなければ、爰かしこより府内へ聚る族多かりける。されども古老の諸士申けるは、君の御大事、是に過たる事あらじ。國の騒動のみならず、世聞の嘲弄ふせぎがたし。姓氏の取沙汰陰密たるべしとて、双方ともに、常時の出仕を停られて、無事にこそはなりにけれ。